# تور براثن
تور براثن (بالنرويجية البوكمول: Tore Bråthen)‏ هو محامي وبروفيسور نرويجي، ولد في 12 سبتمبر 1954.